# Lis Groes
Anne Lisbeth "Lis" Groes, född 2 november 1910 i Köpenhamn, död 12 mars 1974, var en dansk socialdemokratisk politiker och minister. Hon var den första kvinnan i Danmark att inneha såväl handelsministerposten som industriministerposten. Hon var den fjärde kvinnan från Socialdemokraterne som blev minister och i allt den femte kvinnan som blivit minister i Danmark. Hon var mor till socionomen och politikern Mette Groes.

## Uppväxt
Lis Groes var dotter till adjunkt P. Madsen Lindegaard och skolinspektör Signe Tørsleff. Föräldrarna skildes efter ett kortvarigt äktenskap. Lis Tørsleff tillbringade de första två åren av sitt liv på ett barnhem medan modern studerade för att ta en lärarexamen, som skulle göra det möjligt för henne att försörja sitt barn. Modern blev sedermera inspektör på N. Zahles Seminarium och den unga Lis kunde påbörja sin skolgång vid N. Zahles Skole. År 1920 återförenades den gamla danska landsdelen Sønderjylland, som dittills hade varit en del av Tyskland, med Danmark. Lis Tørsleff, som var ensambarn, flyttade med sin mor till den nyvunna landsdelen samma år och modern blev ledare för Haderslev realskole. Den unga Lis tillbringade sin resterande barndom och ungdom i Sønderjylland. Nästa uppbrott skulle inte komma förrän efter att hon tagit studenten vid Haderslev katedralskole år 1928, då hon flyttade tillbaka till födelsestaden Köpenhamn för att börja läsa ekonomi på universitetet.

## Politiskt engagemang

### Studietiden
Lis Groes fick sitt politiska engagemang med modersmjölken då modern var politiskt aktiv. Modern hade ett stort engagemang inom de kvinnopolitiska frågorna, vilket skulle komma att överföras till dottern. Modern var för en tid också byrådspolitiker för det Radikale Venstre. Groes blev således redan i barnaåren engagerad inom många olika områden, bland annat som scout och som medlem i styrelsen för elevrådet på Haderslev Katedralskole. När Groes var 18 år gammal deltog hon i Dagbladet Politikens tävling i vältalighet och vann. Priset var en resa till USA där hon, som enda kvinna bland representanter för 19 nationer, skulle tala inför 4 000 personer i Washington D.C.. Under denna resa fick hon även tillfälle att möta den amerikanska presidenten Herbert Hoover.
Under sina år på Köpenhamns Universitet kom hon att bli mycket aktiv i studentrådet och blev dess ordförande 1931. Året därefter blev hon också ordförande för det nybildade Danske Studerende Fællesråd, rådets första på den posten. Genom sitt stora politiska engagemang kom Lis Groes att bilda ett betydande nätverk av politiskt engagerade människor. I det nätverket ingick bland andra den framtida statsministern Viggo Kampmann. Hon tog akademisk examen 1935, då hon blev cand.polit., och tog sedan anställning inom Invalideforsikringsretten som sekreterare. Hon hade tidigare sökt arbete hos Folketinget Bureau och hos arbetsminister Karl Kristian Steincke, men fick nej från båda. Anställningen blev kortvarig då hon efter att ha fött sitt första barn 1937 nekades föräldraledighet av kontorschefen, trots att det fanns en lagstiftning som garanterade arbetande kvinnor denna rätt. Hon blev tvungen att säga upp sig och blev hemmafru. Barnet fick hon tillsammans med studiekamraten Ebbe Groes som hon hade gift sig med 1936. Paret kom att få nio barn tillsammans på 14 år. 

### Kvinnopolitiskt arbete
Lis Groes upprättade i sin egen källare ett daghem. Genom anställningen av en pedagog hade Groes därmed ordnat med barnpassning till både sina egna barn och till grannarnas barn, och fick tid över till det arbete som hon utförde i Dansk Kvindesamfund (DK) och Forbrugerbevægelsen (sv: konsumentrörelsen). Hon blev medlem i Dansk Kvindesamfunds ungdomskreds i København 1935, och därefter dess ordförande 1940. Det var en post innehade fram till 1943, då hon blev medlem i Dansk Kvindesamfunds fællesstyrelse. Här var också hennes moder medlem och det var första gången en mor och en dotter verkade i föreningen under samma tid. Inom det kvinnopolitiska arbetet utmärkte Groes sig som en förespråkare för bl.a. statliga barnbidrag, bättre möjligheter för mödrar att arbeta på deltid, 6 timmars arbetsdag och utbyning av barnpassningen. Under denna tid hade Danmark blivit ockuperat av Nazi-Tyskland och Lis Groes och hennes man hade täta förbindelser med den danska motståndsrörelsen. Det var just för det sistnämndas räkning som hon i hemlighet bl.a. transporterade vapen i en barnvagn med sitt yngsta barn liggande ovanpå. Tillsammans med, bland andra, partikollegan Bodil Koch bildade hon dessutom gräsrotsrörelsen Folkevirke 1944, vars uttalade mål var att utbilda och mobilisera danska kvinnor till att delta i den politiska demokratin.
Efter krigsslutet verkade Groes inom det familjepolitiska området. År 1945 upprättade hon DK:s familjepolitiska utskott och året därefter höll hon sitt berömda tal, Kvindesagens Maal, på den nordiska kvinnokongressen. I detta tal argumenterade hon för man skulle värdesätta kvinnor arbete i hemmet högre, och att man skulle respektera de insatser som mödrarna gjorde för sina familjer. Hon utmärkte sig även inom DK för att förespråka kvinnors fria val mellan att bidra till den ekonomiska familjeförsörjningen, genom både heltid- och deltidsarbete, och ta hand om familjen. Groes familjepolitiska utskott lade fram flera förslag, däribland ett barnbidrag som tillföll modern, samt bostadsbidrag till familjer med många barn och bättre möjligheter till deltidsarbete. Hon utgav även boken Familien og samfundet och bidrog till boken Mennesket i centrum.

## Minister och återgången till gräsrötterna

### Minister för handel, industri & sjöfart
Lis Groes blev den femte kvinnan någonsin att utses till minister i Danmark. Detta gav upphov till mycket skriverier i tidningarna om hennes duglighet som minister. Man lyfte bland annat fram att hon som mor till nio barn kunde ha svårt att klara uppgiften samt att hon inte hade någon erfarenhet av parlamentariskt arbete. Hon stötte också på en del motstånd från näringslivet som var kritiskt inställt till hennes bakgrund inom konsumentrörelsen samt att hennes make var FDB:s direktör.
Under sitt första år som minister öppnades Danmarks första egentliga stormarknad i Islev utanför Köpenhamn. Som handelsminister blev det hon som fick inviga den och hon fick därmed lov att fylla sin kundvagn med allt det som hon och hennes familj behövde. Hennes mest betydande insats som minister var lagförslaget om samhandel, prisavtal och monopol 1953. För att kunna genomföra denna lag lyckades hon förhandla fram ett brett stöd i folketinget för dess genomförande trots hårt motstånd från näringslivet. Lagen antogs 1955. 
Den danska komikern Dirch Passer gjorde en satir av Lis Groes (ABC-revyn 1956), vilket kom att bli ett av hans mest populära nummer. Om henne sa han att hon alltid hade "Ebbe i kassen" och syftade då på maken Ebbe Groes som var direktör för FDB, den förening som ägde flera av Danmarks varuhuskedjor. Han själv uppfattade det dock som en belastning och menade att Lis Groes, i egenskap av mor till många barn och som förkämpe för kvinnors rättigheter, inte förtjänade en sådan behandling. Han ansåg också att människor som inte kunde försvara sig från en sådan satir inte var bra.
Groes valde själv att avgå som minister efter valet 1957 och motiverade det på följande vis:
| ” | På den ena sidan står man och barn och på den andra sidan hela detta utomordentliga intressanta arbete. Men nu har hemfronten fått undvara mig i 3½ år och det är en lång tid. | „ |

### Politiskt engagemang efter ministertiden
Efter sin tid som minister återvände Groes till det som varit hennes hjärtefrågor: kvinno- och konsumentfrågor. Hon blev återigen ordförande för DK 1958–1964. Tidpunkten kunde inte ha varit mer passande. Under tiden som ordförande florerade debatten om kvinnans förvärvsarbete, vilket var indelad i två läger; de som var för kvinnans inträde i arbetslivet och de som var emot det. Debatten handlade också om sambeskattning, vilket Lis Groes uttryckte sig följande om:
| ” | Lika åtgång till befattningar inom stat och kommun förvärvade vi så tidigt som 1921, lika lön inom det offentliga redan 1919. Inom alla dessa områden betraktar man kvinnan som en självständig individ, som en människa. Skattemässigt är vi kvinnor emellertid fortfarande bara ett appendix till mannen från den dag, vi gifter oss. | „ |

Åren 1960–1971 var Groes invald i Folketinget för Køgekredsen, i vilken hon fick höga röstsiffror. År 1968 blev hon den som fick störst väljaruppslutning i hela valkretsen med 25 867 röster, vilket var mer än vad de båda f.d. statsministrarna Jens Otto Krag och Hilmar Baunsgaard fick. Under denna tid var hon även en engagerad medlem i såväl Grønlandsrådet som Nordiska rådet och hon blev återigen ordförande för Forbrugerrådet 1968 och medlem i redaktionen för dess tidskrift Tænk. År 1971 utsågs hon till hedersmedlem i DK och 1973 blev hon ordförande för EG-kommissionens rådgivande kommitté för konsumentfrågor.